# Viasat Epic
Viasat Epic – szwedzka stacja telewizyjna emitująca filmy i seriale historyczne nadawana przez grupę medialną Viasat.
W ofercie Viasat Epic mają pojawić się takie produkcje jak „Skazani na banicję”, „37 dni – droga do I wojny światowej”, „ Samotnia” czy „Hindenburg”.

## Sygnał
W państwach skandynawskich pojawił się jako osobny kanał. W Polsce natomiast ruszył jako blok programowy na Polsat Viasat History.